# 吉姆·福克斯 (篮球运动员)
詹姆斯·L·福克斯（英語：James L. Fox，1943年4月7日—），美国前职业篮球运动员，曾效力于NBA联盟。他在1965年的NBA选秀中第8轮第67顺位被辛辛纳提皇家选中。